# Дональд III (король Шотландии)
Дональд III Красивый (гэльск. Domnall Bán, Domnall mac Donnchada, англ. Donald III the Fair, ок. 1033 — 1099) — король Альбы (Шотландии) (1093—1094, 1094—1097), сын короля Дункана I.

## Биография
После гибели Малькольма III Дональд, воспользовавшись  неопределённостью, захватил Эдинбург и стал королём Шотландии. Тогда же он изгнал со своего двора всех англичан. В мае 1094 года Дункан II (сын Малькольма), присягнувший на верность Вильгельму II Рыжему, с английской армией под командованием своего тестя Госпатрика Нортумбрийского вторгся в Шотландию и захватил престол. Свергнутый Дональд отступил в горы, где объединился с Мэл Петаром мак Леоном, мормером Мернса, и поднял восстание. Хотя англичане покинули двор Дункана, мятежники не успокоились и 12 ноября 1094 года убили Дункана. Другие претенденты на шотландскую корону были ещё молоды, что позволило Дональду снова укрепить свою власть.
Спустя некоторое время в 1097 году Вильгельм Рыжий подбил жившего при его дворе молодого принца Эдгара на захват шотландского престола и дал ему армию для достижения этой цели. Разразилась междоусобная война, в результате которой Дональд III был свергнут. На протяжении ещё двух лет он вёл войну против Эдгара, но в 1099 году был пойман, ослеплён и пожизненно заточён в замке Рескоуби.